# 2714 Matti
2714 Matti eller 1938 GC är en asteroid i huvudbältet som upptäcktes 5 april 1938 av den finske astronomen Heikki A. Alikoski vid Storheikkilä observatorium. Den har fått sitt namn efter upptäckarens son.